# غلادن جيمس
غلادن جيمس (بالإنجليزية: Gladden James)‏ هو ممثل أمريكي، ولد في 26 فبراير 1888 في زانيسفيل في الولايات المتحدة، وتوفي في 28 أغسطس 1948 في هوليوود في الولايات المتحدة بسبب ابيضاض الدم.

## وصلات خارجية
- غلادن جيمس على موقع IMDb (الإنجليزية)
- غلادن جيمس على موقع قاعدة بيانات الفيلم (الإنجليزية)